# Mesoligia pseudonychina
Mesoligia pseudonychina är en fjärilsart som beskrevs av Heydemann 1933. Mesoligia pseudonychina ingår i släktet Mesoligia och familjen nattflyn. Inga underarter finns listade i Catalogue of Life.